# Grauer Zwergspanner
Der Graue Zwergspanner (Idaea seriata), auch Graubestäubter Kleinspanner ist ein Schmetterling (Nachtfalter) aus der Familie der Spanner (Geometridae).

## Merkmale
Die Flügelspannweite der Falter ist variabel und reicht von 13 bis 22 Millimeter. Die Vorderflügel dieser Spannerart besitzen eine schmutzigweiße Grundfärbung und sind in Bezug auf ihre Färbung und Zeichnung sehr variabel. Die innere Querlinie ist undeutlich und fehlt auf den Hinterflügeln. Der Mittelschatten ist dunkelgrau und verläuft durch den Mittelpunkt oder saumwärts davon und setzt sich auf den Hinterflügeln fort. Die äußere Querlinie ist durch Aderpunkte gekennzeichnet. Die Wellenlinie ist auf beiden Seiten dunkel angelegt. Die Saumlinie ist strichförmig und die Fransenpunkte sind deutlich schwärzlich gezeichnet.
Neben der typischen schmutzigweißen Färbung wird in Abhängigkeit von den Umweltbedingungen (hohe Temperaturen und Trockenheit) während der Präimaginalstadien das Entstehen von melanistisch gefärbten Exemplaren begünstigt. So treten Falter mit rauchgrau übergossenen Flügeln in Erscheinung, bei denen die Zeichnung gerade noch erkennbar ist (f. obscura) und solche die eine scharfe, breite helle Wellenlinie vor dem Saum aufweisen (f. undulata). Daneben werden auch Exemplare mit dunkelgrauen beziehungsweise schwarz verdunkelten Flügeln und hellen Fransen beobachtet (f. cubicularia).
Die Eier sind zunächst graugelb und werden später rosafarben mit unregelmäßigen Flecken. Die Oberfläche zeigt ein Netzwerk von feinen polygonalen Grübchen.
Die Raupe ist relativ lang und schlank; sie verringert ihren Durchmesser zum Vorderende hin etwas. Sie zeigt starke Einschnürungen und deutliche seitliche Kiele. Sie ist hellbraun, rotbraun, hellgrau- oder dunkelgrau gefärbt. Die Zeichnung ist variabel, oft mit Rautenflecken auf dem Rücken, die von einer schmalen, hellen Rückenlinie durchschnitten werden. Der Kopf ist verhältnismäßig klein.
Die Puppe ist relativ schlank; sie misst 6,5 Millimeter in der Länge und 1,7 Millimeter im Durchmesser. Sie ist grau-gelbbraun gefärbt mit dunklen Sprenkeln und auf dem Rücken dunkel gefleckt. Der Kremaster ist mittelgroß und am Ende abgerundet. Er ist etwa so lang wie an der Basalseite breit. Die drei Paar hakenförmiger Borsten sind gleichförmig und etwa so lang wie der Kremaster.

## Geographisches Vorkommen
Der Graue Zwergspanner ist in West-, Mittel- und Nordeuropa weit verbreitet. Im Norden reicht sein Verbreitungsgebiet bis nach Dänemark und in das südliche Skandinavien. Im Osten findet man die Art bis nach Russland (Moskau bzw. Weliki Nowgorod). Idaea seriata wird beginnend vom Nordosten Spaniens über den mittleren und östlichen Mittelmeerraum (einschließlich der Inseln, außer Kreta) bis zur Krimhalbinsel durch die Unterart Idaea seriata canteneraria ersetzt, während der westliche Mittelmeerraum und die Balearen von der Schwesterart Idaea minuscularia besiedelt werden. Außerhalb Europas findet man den Grauen Zwergspanner im Osten Algeriens, in Tunesien, der Türkei, auf Zypern, im Kaukasus und im Nordwesten des Transkaukasus. In Marokko und im Westen Algeriens wird er wiederum durch die Schwesterart Idaea minuscularia ersetzt.

## Lebensraum
Die Art zählt in Mitteleuropa zu den Kulturfolgern, sie wird außerhalb der Siedlungsbereiche nur selten angetroffen. In Südeuropa sind die Falter allgegenwärtig, besonders zahlreich treten sie in mediterranen Dickicht- und Gebüschlandschaften (Macchie) auf.
Geeignete Habitate befinden sich bis in etwa 500 Meter Höhe, im Südosten Frankreichs steigt die Art noch etwas höher. Die Unterart Idaea seriata canteneraria lebt bis in etwa 1.000 Meter Höhe, in Ausnahmefällen siedeln die Falter auch auf trockenen, sonnenexponierten Berghängen, die sich in bis zu 1.800 Meter Höhe befinden können, wie zum Beispiel im Süden der Alpen, im Apennin, auf Sizilien und auf Korsika.

## Lebensweise
Der Graue Zwergspanner bildet in Mitteleuropa zwei Generationen im Jahr, deren Falter von Ende Mai bis Ende Juli und von Anfang August bis Mitte Oktober fliegen. Die Raupen der ersten Generation können im September und nach der Überwinterung im Mai beobachtet werden. Die zweite Raupengeneration entwickelt sich von Juli bis August. Beide Generation überlappen sich erheblich. Im Norden des Verbreitungsgebietes kommt nur eine Generation zustande, die von Mitte Juni bis Mitte August fliegt. Die im Süden beheimatete Unterart I. s. canteneraria reproduziert sich im küstennahen Flachland während des gesamten Jahresverlaufs. In höheren Lagen werden nur noch drei Generationen gebildet, die von Anfang Mai bis Anfang Juli, von Mitte August bis Ende September und von Anfang Oktober bis Mitte November leben. Unter optimalen Zuchtbedingungen wurden vier Generationen pro Jahr gebildet.
Tagsüber findet man die ruhenden Falter häufig auf hellen Wänden, die Hauptaktivitätszeit liegt in der Dämmerung. Im Norden sind die Falter nur selten an künstlichen Lichtquellen oder an Ködern zu sehen, während sie in Südeuropa häufig am Licht beobachtet werden. Nektar saugende Falter wurden an Blüten von Sommerflieder (Buddleja) und Heckenkirschen (Lonicera) beobachtet. Die Weibchen legen etwa 50 Eier an die Nahrungspflanzen der Raupen.
Die Raupen ernähren sich polyphag, wobei sie vertrocknete und verwelkte Blätter krautiger Pflanzen sowie verwesende Pflanzenreste bevorzugen. Die Raupen wurden u. a. an den Fruchtständen des Taubenkropf-Leimkrautes (Silene vulgaris) gefunden.
Weiterhin wurden die Larven an welken Blättern des Einjährigen Rispengrases (Poa annua) und Gewöhnlichem Löwenzahn (Taraxacum officinale) gefunden, sowie an Efeu (Hedera helix),
Steinobstgewächsen (Prunus), Apfelbäumen (Malus), Rosengewächsen (Rosaceae), Brennnesseln (Urtica), Schneeball (Viburnum), Heckenkirschen (Lonicera caprifolium), Wegerichen (Plantago), Klee (Trifolium), Moosen, Flechten, Vogelknöterich (Polygonum aviculare), Echter Nelkenwurz (Geum urbanum), Ampfer (Rumex), Gemüsekohl (Brassica oleracea) sowie an Blättern verschiedener Laubbäume.

## Systematik
Die Art wurde 1802 von Franz von Paula Schrank als Phalaena seriata erstmals wissenschaftlich beschrieben. Die Typlokalität ist bei Ingolstadt (Bayern). Die Art wurde im Folgenden unter einer ganzen Reihe weiterer Namen beschrieben, die daher jüngere Synonyme sind:
- Idaea calcearia Zeller, 1849[7]
- Acidalia canteneraria Boisduval, 1840[7]
- Dosithea incanaria cubicularia Peyerimhoff, 1862[7]
- Idaea incanata australis Zeller, 1847[7]
- Phalaena seriata Schrank, 1802[8]
- Idaea australis Zeller, 1847[8]

Derzeit werden zwei Unterarten anerkannt: die nominotypische Unterart Idaea seriata seriata (Schrank, 1802) und Idaea seriata canteneraria (Boisduval, 1840). Letztere Unterart vertritt die Nominatunterart in Nordostspanien, dem zentralen und östlichen Mittelmeergebiet (außer Kreta) bis zur Krim. Diese Form ist in der Grundfarbe hellweiß, und die Mittelbinde fehlt meist vollständig. Die von Scoble noch erkannte Unterart Idaea seriata paleacata (Guenée, 1858) von den Îles d’Hyères (Frankreich) wurde von Axel Hausmann wieder mit der nominotypischen Unterart vereinigt.

## Gefährdung
Der Graue Zwergspanner ist in Deutschland nicht gefährdet.